# Basamento cristallino
In geologia, i termini basamento e basamento cristallino sono usati per definire le rocce sottostanti una piattaforma sedimentaria di copertura.

Più in generale si riferiscono a qualsiasi roccia originariamente metamorfica o magmatica, posta al di sotto di rocce sedimentarie o bacini sedimentari.
In modo analogo i sedimenti e/o le rocce sedimentarie al di sopra del basamento possono essere chiamate "copertura" o "copertura sedimentaria".

## Uso del termine
Nell'ambito della geologia Europea, il termine fa generalmente riferimento a rocce più antiche dell'orogenesi Varisica. Sopra questo basamento più antico sono state depositate evaporiti permiane e calcari mesozoici. Le evaporiti sono sede di scollamenti sui quali la "copertura" rigida e più tenace dei calcari è capace di muoversi rispetto al basamento rigido, accentuando la distinzione tra copertura sedimentaria e basamento stesso.
Nella geologia delle Ande il basamento si riferisce a unità rocciose del Proterozoico, Paleozoico e del primo Mesozoico (Triassico e Giurassico), dal momento che le sequenze andine del tardo Mesozoico e del Cenozoico  si svilupparono in seguito ai fenomeni di subduzione lungo il margine occidentale della placca sudamericana.
Nella cintura vulcanica trans-messicana, il basamento include rocce del Proterozoico, Paleozoico e Mesozoico, rispettivamente per i terrane Oxaquia, Mixteco e Guerrero.
Il termine basamento è usato soprattutto in discipline della geologia quali analisi di bacino, sedimentologia e geologia del petrolio in cui il basamento cristallino (tipicamente Precambriano) non è di interesse poiché raramente contiene petrolio o gas naturale.